# جواو سواريس ألميدا فيلهو
جواو سواريس ألميدا فيلهو (بالبرتغالية: João Soares de Almeida Filho‏) هو مدرب كرة قدم ولاعب كرة قدم برازيلي في مركز الهجوم، ولد في 15 فبراير 1954 في بيلو هوريزونتي في البرازيل. شارك مع منتخب البرازيل لكرة القدم. أما مع النوادي، فقد لعب مع أتلتيكو باراناينسي ونادي إنترناسيونال ونادي بالميراس ونادي كروزيرو ونادي كوريتيبا.

## وصلات خارجية
- جواو سواريس ألميدا فيلهو على موقع الاتحاد الأوربي (الإنجليزية)
- جواو سواريس ألميدا فيلهو على موقع ناشيونال فوتبول تيمز (الإنجليزية)
- جواو سواريس ألميدا فيلهو على موقع عالم كرة القدم.نت (الإنجليزية)